# Staehelina unifloscula
Staehelina unifloscula là một loài thực vật có hoa trong họ Cúc. Loài này được Sibth. & Sm. miêu tả khoa học đầu tiên.